# 1920年アントワープオリンピックのフランス選手団
1920年アントワープオリンピックのフランス選手団（1920ねんアントワープオリンピックのフランスせんしゅだん）は、1920年8月14日から9月12日にかけてベルギーのアントウェルペン州アントワープで開催された1920年アントワープオリンピックのフランス選手団、およびその競技結果。

## 概要
今大会は金メダル9個、銀メダル19個、銅メダル13個の合計41個のメダルを獲得した。

## メダル
| メダル | 選手名                                                                            | 競技   | 種目                 |
| ------ | --------------------------------------------------------------------------------- | ------ | -------------------- |
| 金     | ジョゼフ・ギルモ                                                                  | 陸上   | 男子5000m            |
| 金     | スザンヌ・ランラン                                                                | テニス | 女子シングルス       |
| 金     | マックス・デキュジス スザンヌ・ランラン                                           | テニス | 混合ダブルス         |
| 金     | アシユ・スシャール フェルナン・カントルブ ジョルジュ・デレユ マルセル・ゴビヨ     | 自転車 | 男子団体ロードレース |
| 銀     | ジョゼフ・ギルモ                                                                  | 陸上   | 男子10000m           |
| 銅     | ジョルジュ・アンドレ ガストン・フェリー モーリス・デルヴァール ジャン・デルヴォー | 陸上   | 男子4×400mリレー     |
| 銅     | マックス・デキュジス ピエール・アルバラン                                         | テニス | 男子ダブルス         |
| 銅     | スザンヌ・ランラン エリザベス・ダイアン                                           | テニス | 女子ダブルス         |
| 銅     | フェルナン・カントルブ                                                            | 自転車 | 男子個人ロードレース |